# Emmanuelle 6
Série Emmanuelle
Emmanuelle 5
(1987) Emmanuelle au 7ème ciel
(1993)
Pour plus de détails, voir Fiche technique et Distribution.
Emmanuelle 6 est un film érotique français de Bruno Zincone et Jean Rollin sorti en 1988.

## Synopsis
À bord d'un paquebot en croisiere, Emmanuelle et les quatre plus beaux mannequins du monde doivent faire un défilé de haute couture. Elles tombent dans un piège tendu par des pirates intéressés par les jeunes filles et les bijoux qu'elles doivent porter...

## Production
Bruno Zincone dut quitter le tournage après six semaines de tournages chaotiques. La production du film, qui ne disposait que de quarante-cinq minutes utiles, appela Jean Rollin à la rescousse. Il reprit le tournage après avoir quelque peu retouché le scénario.

## Fiche technique
- Titre : Emmanuelle 6
- Réalisation : Bruno Zincone et Jean Rollin
- Scénario : Emmanuelle Arsan et Jean Rollin
- Production : Roger Corman, George Korda et Alain Siritzky
- Musique : Philippe d'Aram
- Pays de production :  France
- Durée : 1h15
- Format : Couleurs
- Date de sortie :
  - France : 6 juillet 1988
- Classification :
  - France : interdit aux moins de 16 ans[2]
  - Royaume-Uni : interdit aux moins de 18 ans[3]

## Distribution
- Natalie Uher : Emmanuelle
- Jean-René Gossart : Professeur Simon
- Thomas Obermuller : Benton
- Gustavo Rodriguez : Tony Harrison
- Haydée Balza : Rita
- Hassan Guerrar : Carlos
- Luis Carlos Mendes : Morales
- Tamira : Uma
- Dagmar Berger
- Edda Kopke
- Rania Raja
- Ilena D'Arcy
- Melissa
- Virginie Constantin
- Christele Merault
- Edmund Soockermany
- Tony Manzano
- Alfredo Sandoval
- Hans Schaffer
- Ruben Malave
- Alexis Mosquera
- Sosimo Hernandez 'Tatata'
- Hamish Cranfield
- Clive Bland
- Santiago Pérez
- Andy Garcia
- Catherine Wassmitt
- Simy Benzoquen
- Amami Mertinez
- Adriana León
- Doris Medina
- Sammy Garcia
- Yvette Dominguez
- Luby Lefol
- Rhazmylle
- Ximena Negrin
- P.J. Diaz
- Mario Olave
- Samy Harronch
- Manuel Boffil
- Alvaro Romero
- Augusto Cuatro
- Jorge Piaggo
- Antonio Rodriguez